# Grigliato stampato in vetroresina
Un grigliato stampato in vetroresina o grigliato stampato in PRFV è un tipo di grigliato composto da fibre di vetro e resine termoindurenti.
Le fibre di vetro formano la parte strutturale e garantiscono la resistenza meccanica del manufatto.
Le resine termoindurenti sono chimicamente resistenti e legano tra loro le differenti fibre permettendo la distribuzione degli sforzi.
I grigliati stampati in vetroresina vengono realizzati con tecnologia RTM (stampaggio ad iniezione) impiegando essenzialmente resine poliesteri rinforzate con fibre continue di vetro disposte ortotropicamente. Tale composizione conferisce ai grigliati un'elevata resistenza meccanica e chimica. La tecnologia RTM che si basa su una polimerizzazione dei manufatti a stampo chiuso garantisce una più uniforme reticolazione della resina e un impatto ambientale minimo.

## Fasi del processo di stampaggio
In una prima fase la fibra di vetro viene posata in senso ortogonale, mediante macchine tessitrici, sullo stampo aperto sotto forma di roving diretto a fili continui al fine di ottenere un pretensionamento della stessa e, a seconda dello spessore che si vuole ottenere, possono essere sovrapposti diversi strati. Una volta terminata la tessitura, lo stampo viene chiuso e si procede all'iniezione della resina precedentemente additivata con acceleratore e catalizzatore. Attraverso un processo di polimerizzazione la resina dallo stato liquido si trasforma in solido inglobando tutte le fibre di vetro. Al termine dell'operazione, una volta aperto lo stampo, il risultato ottenuto è un grigliato in un unico pezzo, senza alcun tipo di giuntura meccanica tra barre portanti (come succede per i grigliati pultrusi) e questo costituisce un notevole vantaggio in termini di resistenza meccanica al prodotto. Inoltre l'alta percentuale di resina offre un'elevata resistenza chimica e alla corrosione.

## Tipologie

### Differenti tipologie di maglie
I grigliati in vetroresina possono essere realizzati con maglie di diverse forme e dimensioni. Un grigliato in PRFV a maglia quadra è in grado di offrire una resistenza al carico superiore ad analoghi grigliati in maglia rettangolare.

### Differenti tipologie di resine
Esistono diversi tipi di resine; quelle più conosciute sono: resina poliestere, poliuretanica, vinilestere, isoftalica, epossidica, fenolica.

Resina poliestere isoftalica traslucida

La resina poliestere isoftalica traslucida è una resina preaccelerata, per stratificazioni trasparenti, con tessuti di vetro. Resina di aspetto limpido ed incolore, non ingiallente. Adatta per l'impregnazione di materiali o tessuti di vetro quando si vogliono ottenere stratificati trasparenti.

## Pregi dei grigliati in vetroresina
I grigliati in vetroresina presentano una serie notevole di vantaggi rispetto a prodotti analoghi di differenti materiali, quali i grigliati in acciaio. 
I grigliati in vetroresina si caratterizzano per:
- resistenza agli agenti chimici
- resistenza agli agenti atmosferici
- resistenza alla corrosione
- buone proprietà di reazione al fuoco
- resistenza a carichi significativi
- non conduttività
- superficie antisdrucciolo
- leggerezza
- facilità di installazione
- facilità di rimozione
- lunga durata di vita

Rispetto ai grigliati metallici inoltre presentano:
- minor costo per operazioni di taglio/sagomatura
- minor costo per trattamenti superficiali
- costo basso di installazione
- minor costo legato alla sicurezza, poiché presentano la superficie antiscivolo
- nessun costo di manutenzione poiché presentano una elevata resistenza chimica e agli agenti atmosferici
- costo di trasporto più basso legato alla minore pesantezza del materiale
- costo minore di messa a terra
- costo basso di inquinamento legato al rilascio di sostanze pericolose.

## Principali applicazioni
I grigliati in vetroresina trovano ampio impiego sia nel settore industriale che in ambito civile.
Settore industriale:
- industria chimica, petrolchimica, farmaceutica
- settore della depurazione e trattamento acque
- settore dell'energia
- settore della lavorazione dei metalli e industria galvanica
- settore navale e offshore
- settore ferroviario
- industria alimentare
- industria tessile
- industria elettrica e telecomunicazioni
- impianti ecologici
- industria aeroportuale

Ambito civile:
- applicazioni in esterni
- applicazioni architettoniche decorative
- applicazioni marine